# 肥尾沙鼠
肥尾沙鼠（學名Pachyuromys duprasi），也称北非沙鼠，是沙鼠中的一個物種，也是肥尾沙鼠屬(Pachyuromys)下的唯一物種。这种啮齿类动物是长爪沙鼠亚科最温顺的物种。
它们有蓬松柔软的皮毛。肥尾沙鼠在宠物市场上已有数十年的历史，但在21世纪，很难找到饲养的人。它们有时也被视为袖珍宠物。